# 浜湖区
浜湖区（ひんこ-く）は中華人民共和国江蘇省無錫市に位置する市轄区で、太湖に面している。

## 行政区画

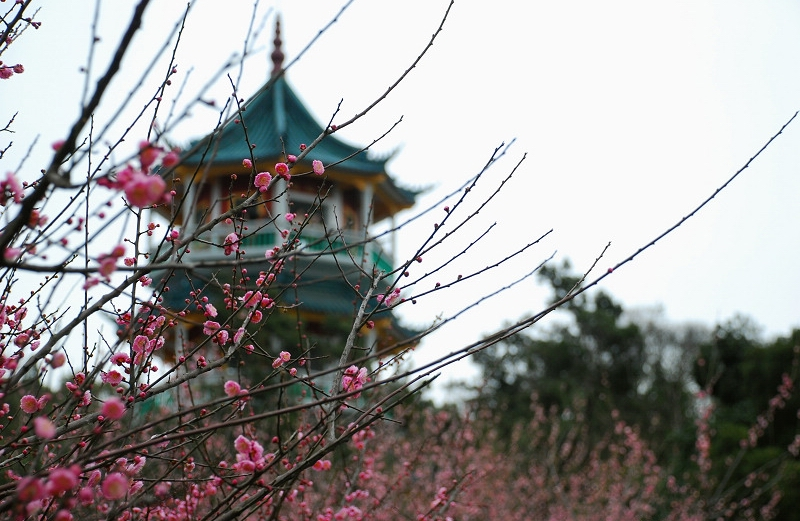
栄氏梅園

- 街道:河埒街道、栄巷街道、蠡園街道、蠡湖街道、華荘街道、太湖街道、雪浪街道、馬山街道
- 鎮:胡埭鎮

## 姉妹都市・提携都市
友好都市
- 松阪市（日本国三重県）
2008年4月14日 友好都市提携